# Vojkovická lípa
Vojkovická lípa je památný strom, lípa malolistá (Tilia cordata) v Doupovských horách. Strom roste ve svahu vysoko nad pravým břehem Ohře pod čedičovou skalní stěnou v nadmořské výšce 350 m při východním okraji Vojkovic v okrese Karlovy Vary v Karlovarském kraji. V těsné blízkosti stromu se nachází zděná studánka, o kmen stromu je zapřená dřevěná ohrada, zachycující padající kameny. Kmen podepírají ve svahu mohutné kořenové náběhy.
Nízký a zploštěný kmen vznikl pravděpodobně dodatečným srůstem dvou původně samostatných kmenů. Obvod kmene měří 618 cm. Široká koruna sahá do výšky 26 m (měření 2014). Stáří stromu bylo v roce 2005 odhadováno na 250 let.
Lípa je chráněna od roku 2005 jako historicky hraniční strom, významný vzrůstem a stářím a strom s vysokou estetickou hodnotou.

## Stromy vokolí
- Damický kaštanovník
- Damická lípa u potoka
- Květnovská lípa
- Jabloň v aleji